# Lilla Cabot Perry
Pour les articles homonymes, voir Cabot et Perry.
Elisabeth (Lilla) Cabot Perry (née le 13 janvier 1848 à Boston – morte le 28 février 1933 à Hancock, dans le New Hampshire), est une peintre américaine, connue pour ses portraits et ses paysages. Amie de Camille Pissarro, elle a été fortement influencée par son mentor, Claude Monet. Elle fut l'une des premières à défendre l'impressionnisme français et a contribué à sa réception dans son pays. Elle compte parmi les premières artistes impressionnistes aux États-Unis.

## Biographie

### Enfance et adolescence
Elle naît en janvier 1848, à Boston, dans le Massachusetts, fille du Dr Samuel Cabot (en), un éminent chirurgien, et de Hannah Lowell Jackson. Elle est l'aînée de huit enfants.
Enfant, elle étudie la littérature, la poésie et la musique, et pratique le sport de plein air. En raison de l'importance de sa famille dans la société de Boston, elle côtoie, à un âge précoce, ces grands de la littérature anglophone que sont Ralph Waldo Emerson, Louisa May Alcott, et James Russell Lowell. De cette époque dateraient ses premières esquisses, réalisées de manière autodidacte et dans un cercle restreint d'amis.
Lilla Cabot a treize ans quand la Guerre de Sécession débute. Ses parents, ardents abolitionnistes, jouent un rôle actif dans l'effort de guerre. À dix-sept ans, une fois le conflit terminé, elle emménage avec sa famille dans une ferme de Canton dans le Massachusetts. Ce lieu influencera une grande partie de ses premières productions paysagères. Elle voyage en 1867, avec ses parents, en Europe.
En 1874, elle épouse Thomas Sergeant Perry (en),, professeur de littérature. De ce mariage naissent trois enfants, Margaret (1876), Edith (1880) et Alice (1884).

### Débuts de son parcours artistiques
Portrait d'un nourrisson (sa fille Margaret), datant de 1877-1878, est considéré comme son premier tableau connu. Il s'appuie sur l'inspiration qui sera présente dans beaucoup de ses œuvres tout au long de sa carrière, à savoir ses enfants.
Autodidacte douée, elle entame à 36 ans, sur une suggestion de son beau-frère John La Farge, sa formation artistique. Elle prend donc des cours privés avec le portraitiste Alfred Quinton Collins, élève de Léon Bonnat à l'Académie Julian à Paris, connue pour avoir accueilli Thomas Eakins, John Singer Sargent, Walter Gay et Frédéric Vinton. La débutante (1885-1886) en est le fruit et fait écho aux influences de Collins, regard sérieux, fond sombre, effets dramatiques et mise en avant du personnage par la lumière.
L'année 1885 marque un tournant dans l’œuvre de Lilla Cabot-Perry. Son père meurt et lui laisse un héritage qui lui permet de se consacrer à des études artistiques. Sa rencontre et sa collaboration avec Robert Vonnoh, artiste au style original, habitué aux séjours à Grez-sur-Loing, va l'orienter vers l'impressionnisme. Cette même année, elle suit les cours de Dennis Bunker à la prestigieuse école d'art Cowles de Boston. Elle y apprend une approche plus libérée du réalisme. 

#### Paris

Autoportrait vers 1891, collection Daniel J. Terra.

Arrivée à Paris, en 1887, Lilla Cabot Perry s'inscrit à l'Académie Colarossi, où elle travaille avec Gustave Courtois, Joseph Blanc et Felix Borchardt. Elle profite de son séjour pour étudier les maîtres anciens au musée du Louvre. Elle voyage également en Espagne afin de réaliser des copies d'œuvres au musée du Prado. On peut percevoir toutes ces influences sur Le Chapeau rouge (1888), en particulier celles de l'Italien Botticelli.
En 1888, elle se rend à Munich, où elle étudie le naturalisme avec Fritz von Uhde. L'utilisation des couleurs par le peintre va apporter un dynamisme aux travaux de Lilla Cabot Perry. À l'automne, de retour à Paris, elle rejoint l'Académie Julian, où elle collabore avec Tony Robert-Fleury.
Encouragée par Walter Gay, elle présente deux tableaux récemment achevés à la Société des artistes indépendants en 1889, les portraits de son mari et celui de sa fille Edith tenant un livre. Ils sont retenus pour le Salon. Cet événement marque le début de sa notoriété.
Ce nouveau succès lui fait intégrer le cercle d'amis privilégiés d'Alfred Stevens, marchand d'art et artiste réputé pour ces tableaux de « jeunes femmes habillées à la dernière mode, perdues dans leurs rêveries, posant dans des intérieurs élégants ». Une grande partie de l'œuvre de Lilla Cabot Perry fut influencée par le peintre belge, telle La Lettre (sa fille Alice - 1893), où transparaît une certaine introspection émotionnelle.
C'est également en 1889 qu'elle voit, pour la première fois, le travail de Claude Monet à la galerie d'art Georges Petit. C'est pour elle une révélation. Dès lors, elle décide d'aller à Giverny, lieu de résidence du peintre, afin de s'imprégner davantage de l'impressionnisme français.

#### Giverny
De 1889 à 1909, Lilla Cabot Perry passe dix étés à Giverny. Elle y travaille avec un groupe d'artistes américains, comprenant, entre autres, Théodore Robinson, John Breck et Théodore Earl Butler. Mais c'est son étroite amitié avec Claude Monet qui va faire évoluer son travail. D'abord voisins, ces deux passionnés de jardinage et de leur art sympathisent, et une relation sincère se noue entre les familles Monet et Perry. Devenu son mentor, le peintre, fort de ses conseils, l'initie au traitement particulier de la lumière et des couleurs, mais aussi aux techniques de peinture en plein air qui vont influencer son œuvre. Par exemple, La Petite Angèle, II (1888), est nettement de style impressionniste, notamment au niveau de l'arrière-plan, dans ce qui va devenir son thème de prédilection, les paysages.
De cette époque, on doit nombre de photographies du peintre à Lilla Cabot Perry.
Durant l'automne 1889, Lilla Cabot-Perry quitte Giverny pour visiter la Belgique et les Pays-Bas, avant de retourner avec sa famille à Boston. Pour ne pas laisser derrière elle les charmes du village normand, elle ramène un tableau de Monet, ainsi qu'une série de paysages de John Breck, voulant nourrir son inspiration et son appétit créatif jusqu'à son prochain séjour estival.

#### Boston

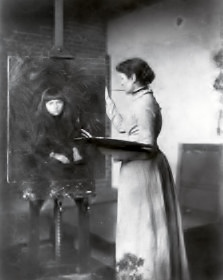
En 1890

De retour à Boston, sa carrière prend un nouveau tournant. Elle ne se contente pas de peindre dans le nouveau style appris en Europe, elle veut favoriser l'émergence d'« une nouvelle vérité en peinture » auprès de la communauté artistique de Boston, guère sensible à la mode de l'impressionnisme.
Pour cela, elle organise la première exposition publique des paysages de Breck, en novembre 1890. De même, afin de poursuivre son objectif de sensibiliser le public américain à l'impressionnisme, elle donne une conférence sur Claude Monet, le 24 janvier 1894, à la Boston Art Students Association.
En 1893, la carrière de Lilla Cabot Perry connaît un nouveau succès. Elle est choisie pour représenter le Massachusetts à l'Exposition universelle de Chicago, où elle présente sept tableaux, dont quatre élaborés selon les techniques de plein air (La Petite Angèle, Un concert en plein air, Réflexions, Enfant à la fenêtre). Les trois autres sont des portraits plus formels (Portrait d'un enfant, L'enfant avec un violoncelle, Étude de portrait d'un enfant).
En 1894, elle connaît un autre succès quand ses peintures impressionnistes sont exposées au Club Saint-Botolph de Boston, parmi d'autres artistes, tels que Edmund C. Tarbell, Phillip Leslie Hale, Theodore Wendel, Frederick Porter Vinton et Dawson Dawson-Watson. Non seulement cela démontre que l'œuvre de Lilla Cabot Perry a été acceptée aux États-Unis, mais aussi que l'impressionnisme commence enfin à être une forme d'art reconnue en dehors de l'Europe.
Parallèlement, entre 1894 et 1897, l'artiste acquiert une renommée internationale en exposant régulièrement au Salon du Champ-de-Mars de Paris sous l'égide de la Société nationale des beaux-arts.
Durant l'hiver 1897, elle expose de nouveau au Club Saint-Botolph, mais cette fois elle est la seule à montrer ses œuvres. Elle y révèle une grande diversité de ses réalisations artistiques, comprenant ses portraits et ses paysages impressionnistes.
Les années passant, les enfants de Lilla Cabot Perry grandissent, et elle ne peut plus les utiliser comme sujet de ses compositions. Une nouvelle source d'inspiration entre dans sa vie en 1898, quand son mari est nommé professeur au Japon.

#### Le Japon
Lilla Cabot Perry réside au Japon durant trois ans. Elle y bénéficie d'une communauté artistique unique.
En 1898, elle expose à Tokyo et devient membre honoraire de l’association artistique Nippon Bijutsu-In. Sa collaboration avec le monde de l'art asiatique fait évoluer son travail et lui permet de développer un style unique qui réunit les traditions esthétiques occidentales et orientales. On constate, en particulier, l'influence de la pureté des lignes issues de l'estampe japonaise. Elle  a produit 80 tableaux durant ce séjour dans ce pays.
Elle est ensuite de retour à Boston. En 1904 son Portrait de Mme Joseph Clark Grew (sa fille Alice) remporte la médaille de bronze à la prestigieuse Exposition universelle de 1904, à Saint-Louis.
Les années suivantes se révèlent difficiles dans sa vie personnelle. En 1905, elle retourne en France, et durant l'hiver sa santé décline. Les déménagements fréquents et la fatigue occasionnée par la nécessité de réaliser des portraits afin de compenser des pertes financières en sont principalement la cause.
En 1908, rétablie, elle expose six toiles au Salon des indépendants à Paris, dont Dans un bateau et Le Paravent jaune.

#### Retour en Amérique
Lilla Cabot-Perry retourne aux États-Unis, en novembre 1909, avec une inspiration retrouvée. Elle exprime un enthousiasme renouvelé pour son art, en intégrant le thème urbain à son œuvre, tel The State House, Boston (1910).
En 1911, elle expose à la Copley Gallery de Boston, avec en particulier le célèbre Lady with a Bowl of Violets (1910). En 1915, elle reçoit une autre médaille de bronze à la prestigieuse Panama–Pacific International Exposition de San Francisco.
Tout au long de sa carrière, Lilla Cabot-Perry s'est intégrée dans les communautés artistiques des villes où elle a vécu, en y assurant, avec passion, la promotion de l'impressionnisme.
En 1913, elle participe à la fondation de l'ultraconservatrice Guild of Boston Artists, en opposition aux tendances d'avant-garde, de l'Art Moderne. Elle y reçoit un hommage pour six années de bons et loyaux services.
En 1922, elle est pour la première fois exposée à New York à la Braus Gallery sur Madison Avenue. Quarante-quatre de ses tableaux y sont présentés, dont les paysages de Giverny et du Japon.

#### Les dernières années
En 1923, sa vie personnelle prend un tournant tragique. Elle est gravement malade, victime de la diphtérie, tandis que la santé mentale de sa fille Edith se dégrade très rapidement, ce qui oblige à un internement dans un établissement spécialisé de Wellesley. Lilla Cabot-Perry passe deux ans en convalescence à Charleston en Caroline du Sud. Elle y trouve une nouvelle source d'inspiration pour son thème de prédilection, les paysages, en particulier ce qu'elle appelle « les enneigés », tel A Snowy Monday, (The Cooperage, Hancock, New Hampshire) (1926).
En 1927, elle est exposée à la Guild Show de Washington (janvier) et à la Gordon Dunthorne Gallery (février). Le 27 mai 1928, son mari, Thomas Sergeant Perry, meurt des suites d'une pneumonie.
Après une période de deuil, elle peut de nouveau exposer son travail à la Guild of Boston Artists, en 1929 puis en 1931. Beaucoup de paysages y sont présentés, dont Autumn Leaves (1926), Lakeside Reflexions (1929-1931) et Snow, Ice, Mist (1929).
Lilla Cabot-Perry meurt le 28 février 1933.

## Galerie

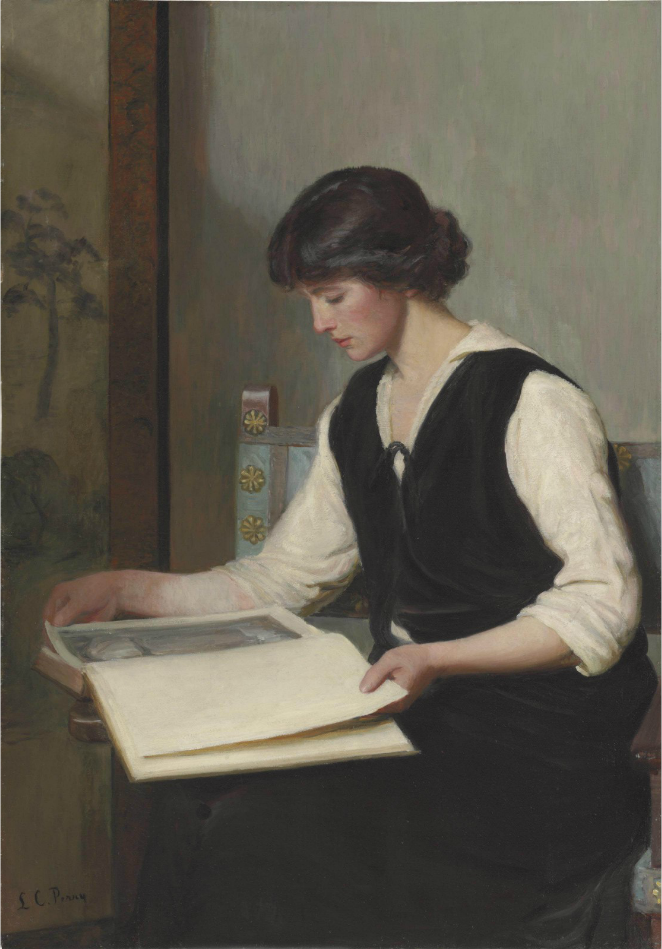
Reading
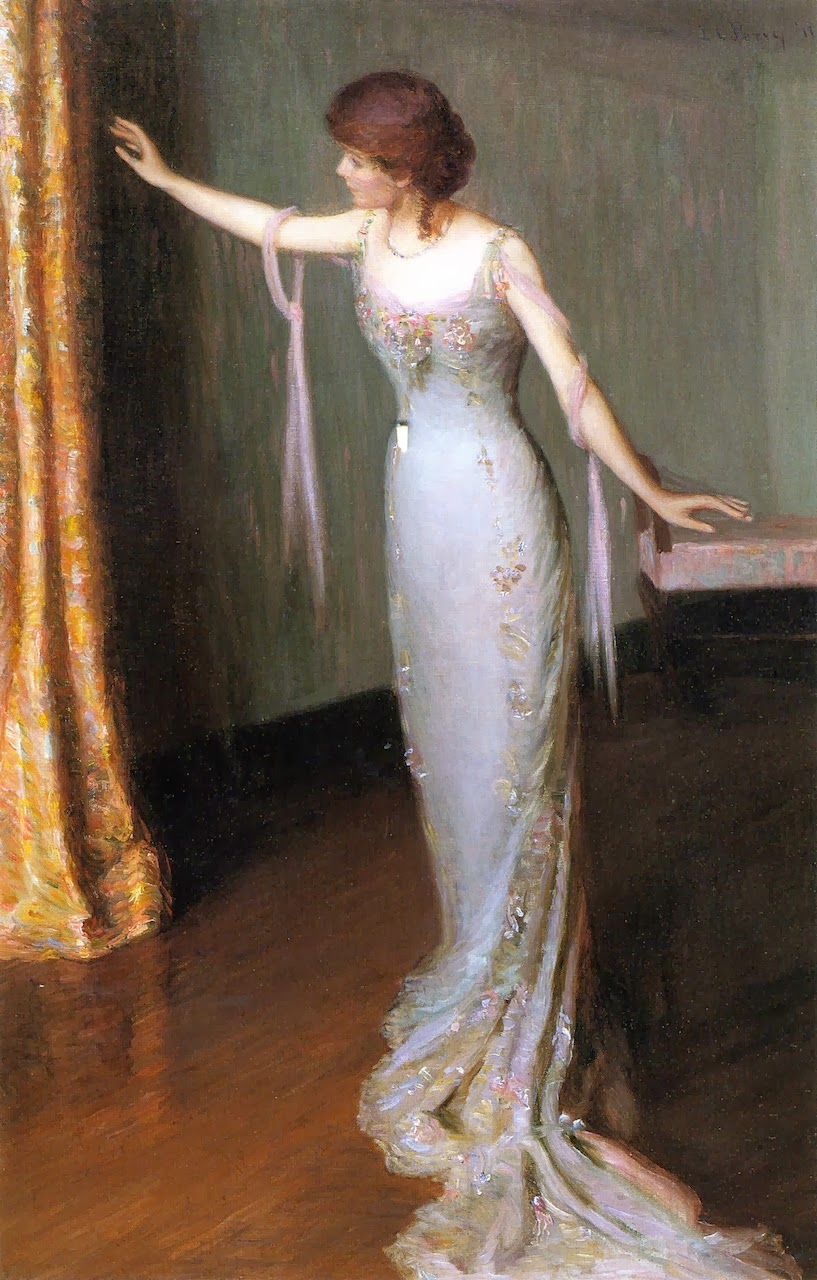
Lady in an Evening Dress, 1911
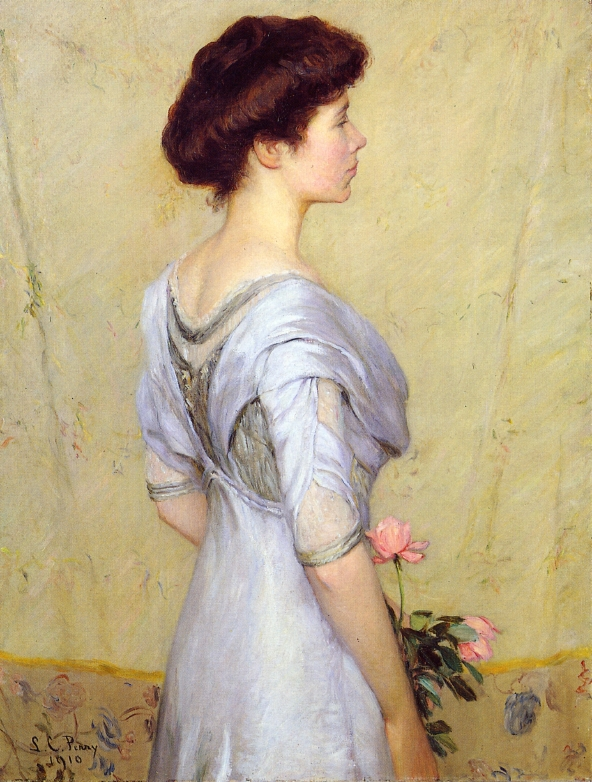
The Pink Rose
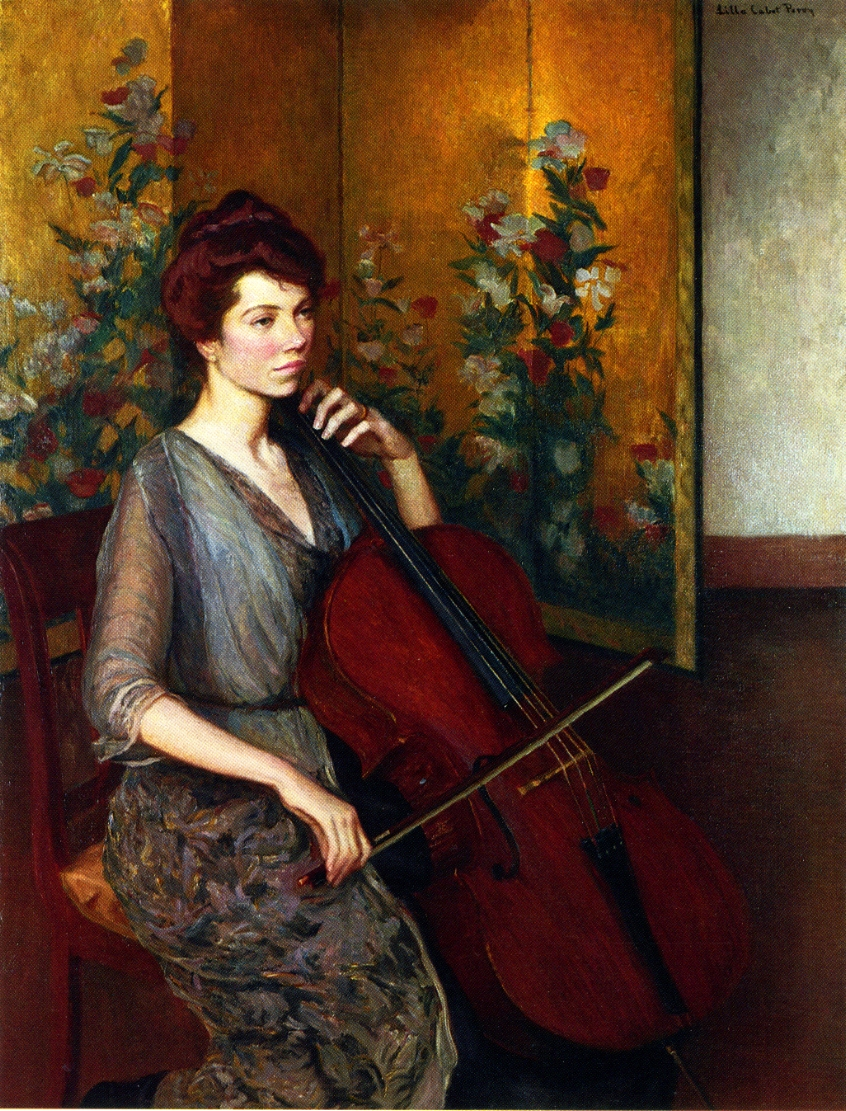
La violoncelliste
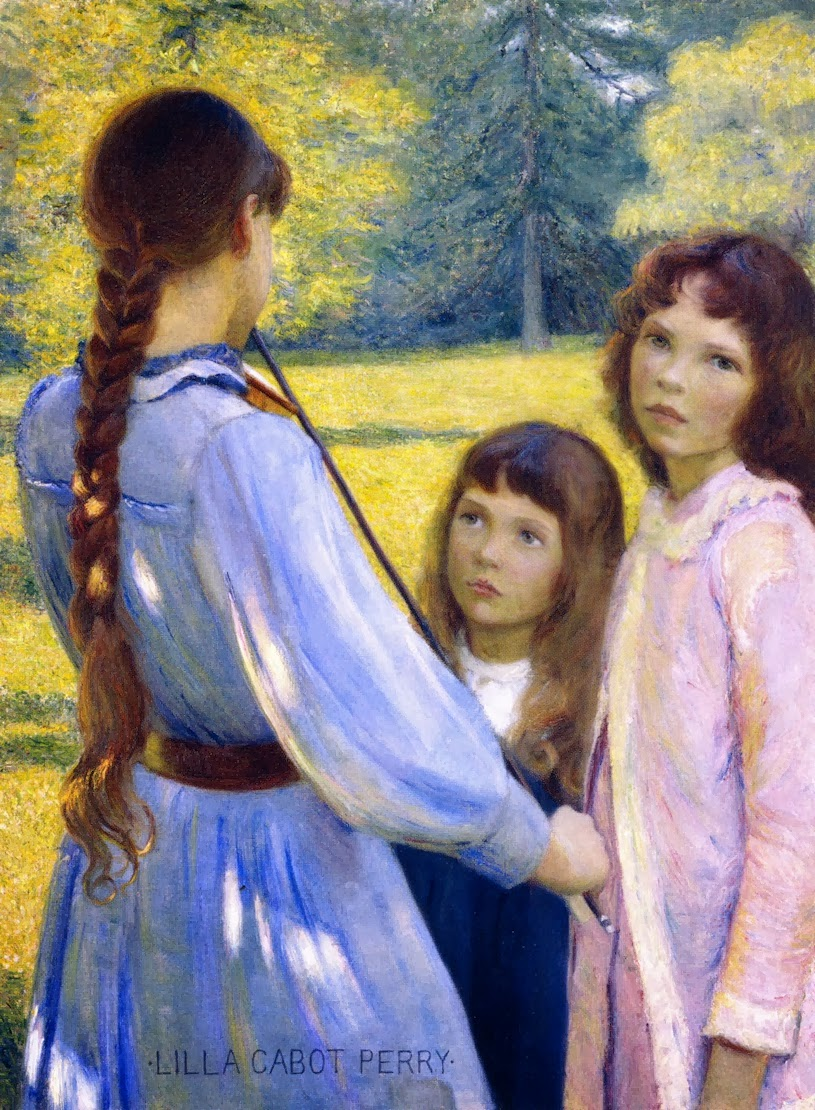
Open Air Concert
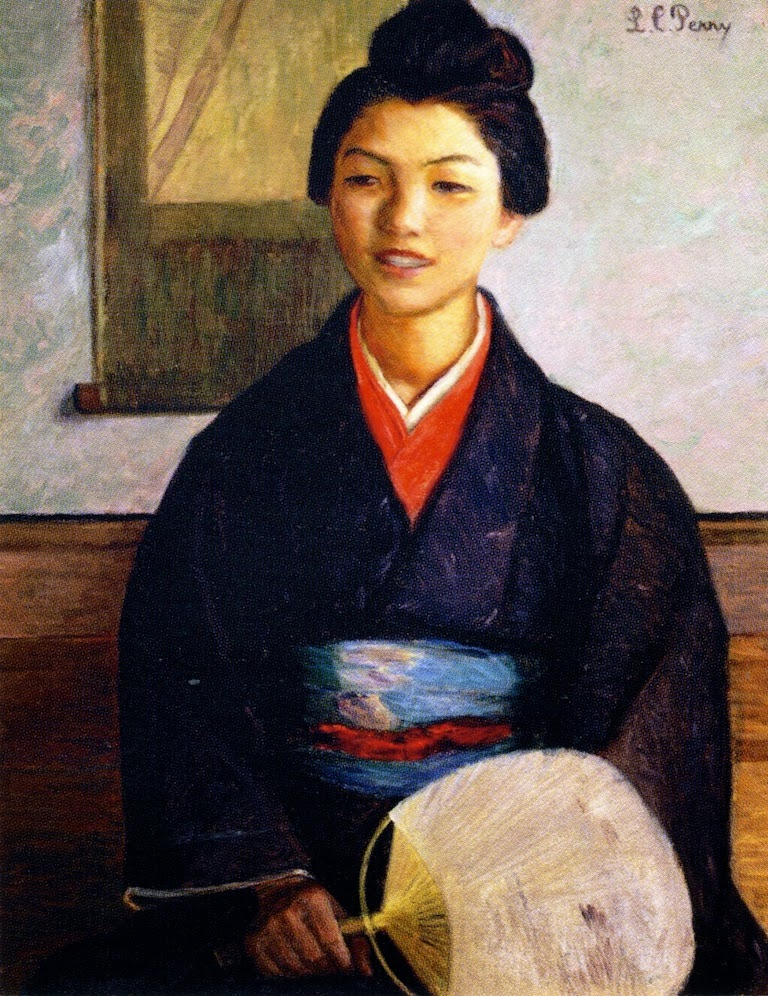
Japanese Girl
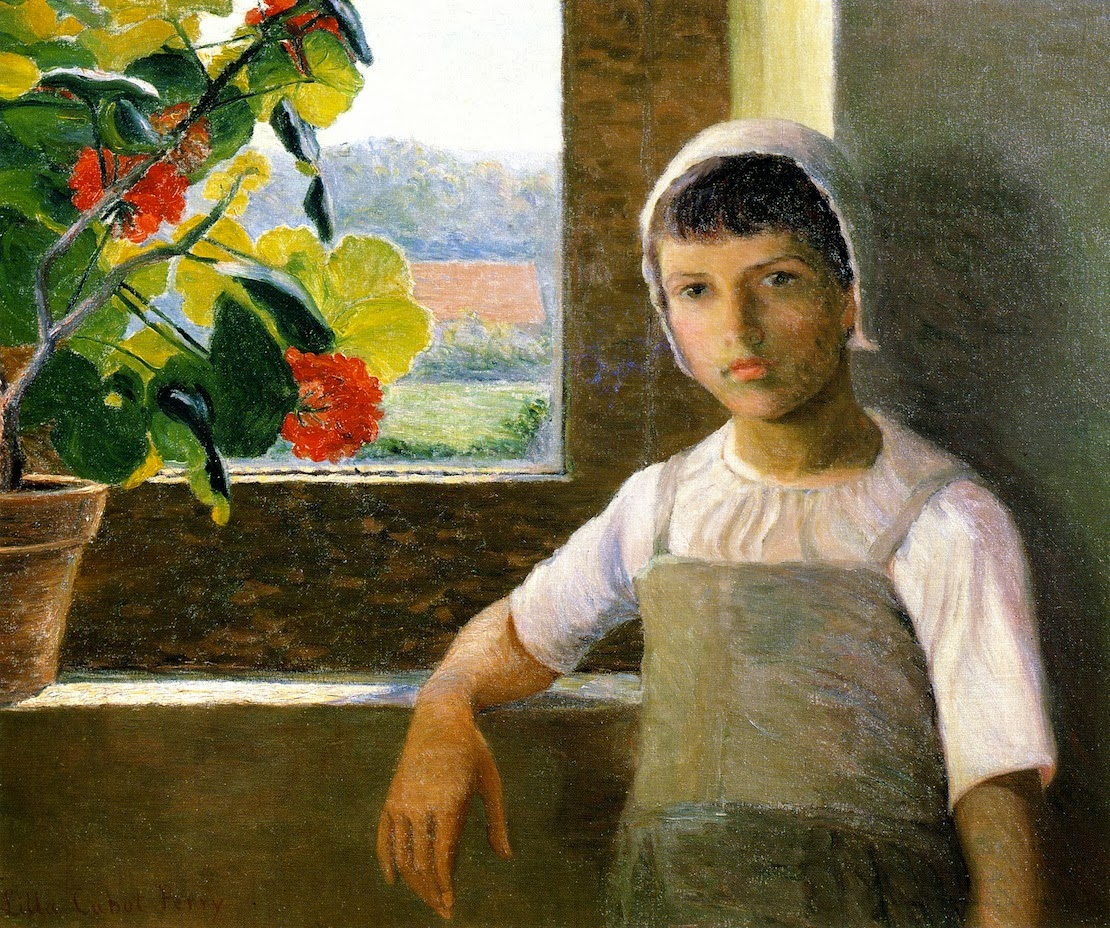
La Petite Angèle, II, 1889
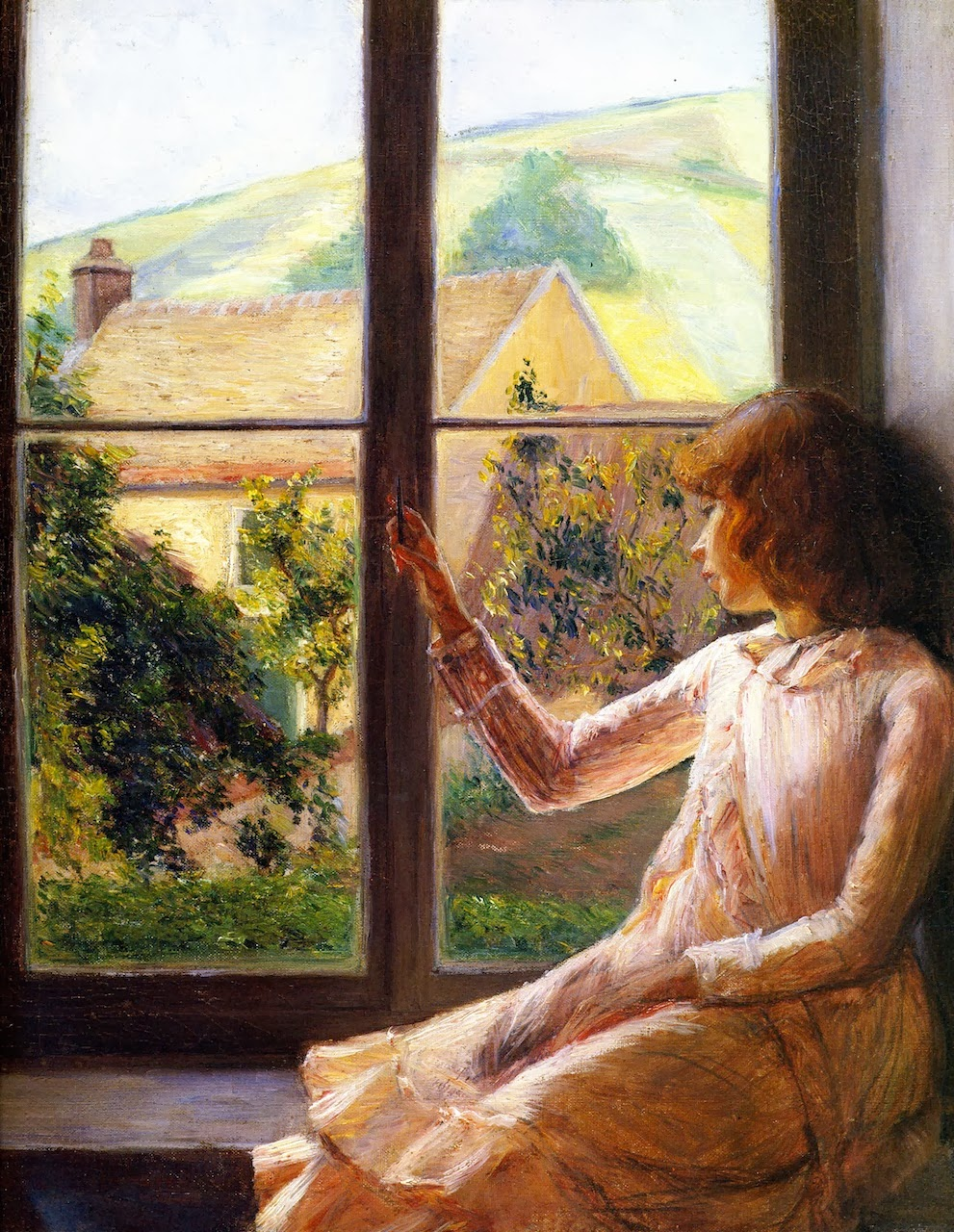
Edith Perry at the Window
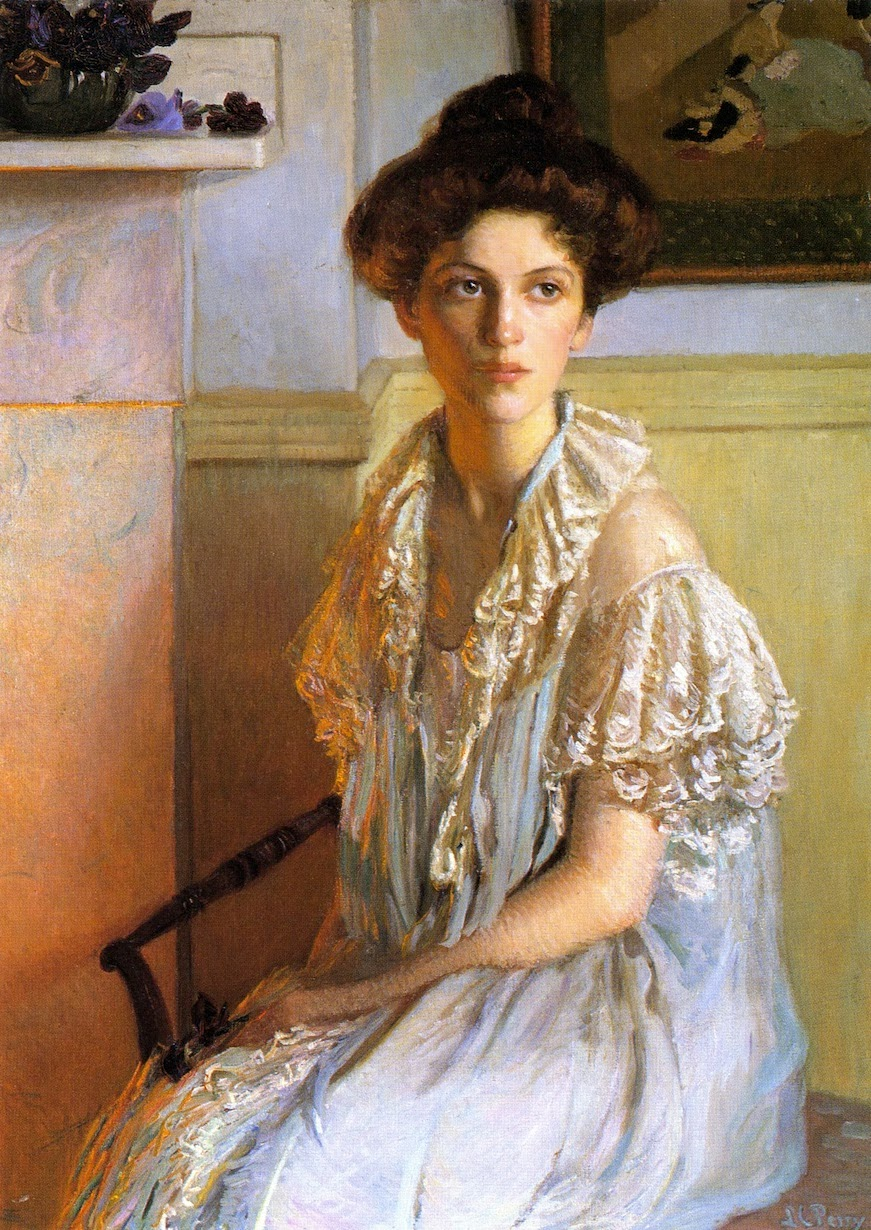
Lady with a Bowl of Violets, 1910
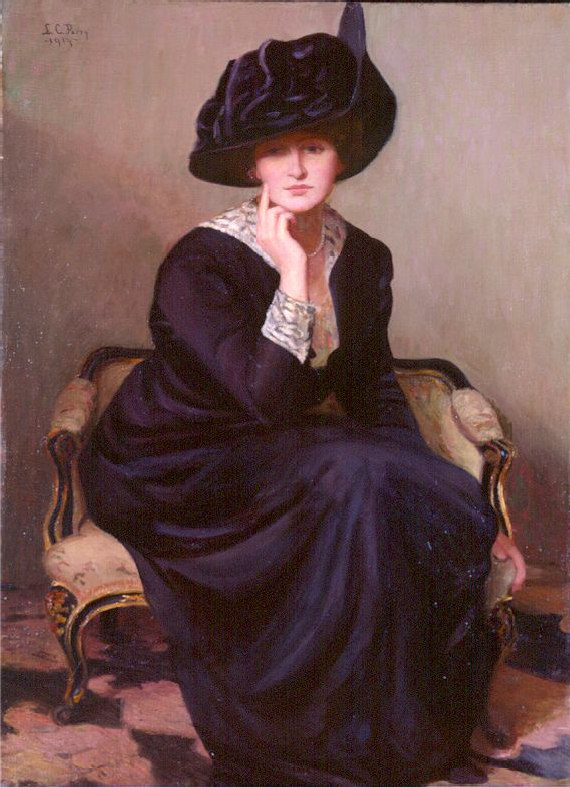
The Black Hat, 1914
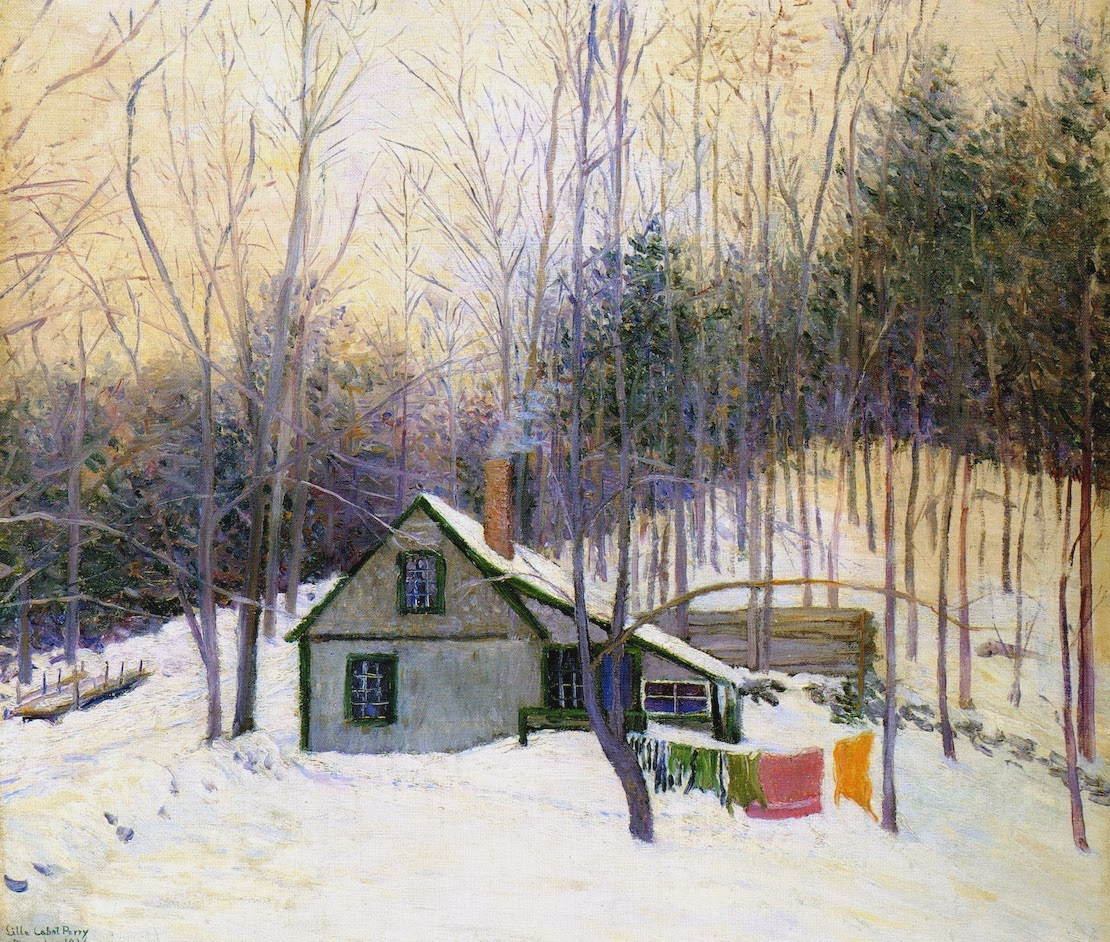
A Snowy Monday (The Cooperage, Hancock, New Hampshire), 1926
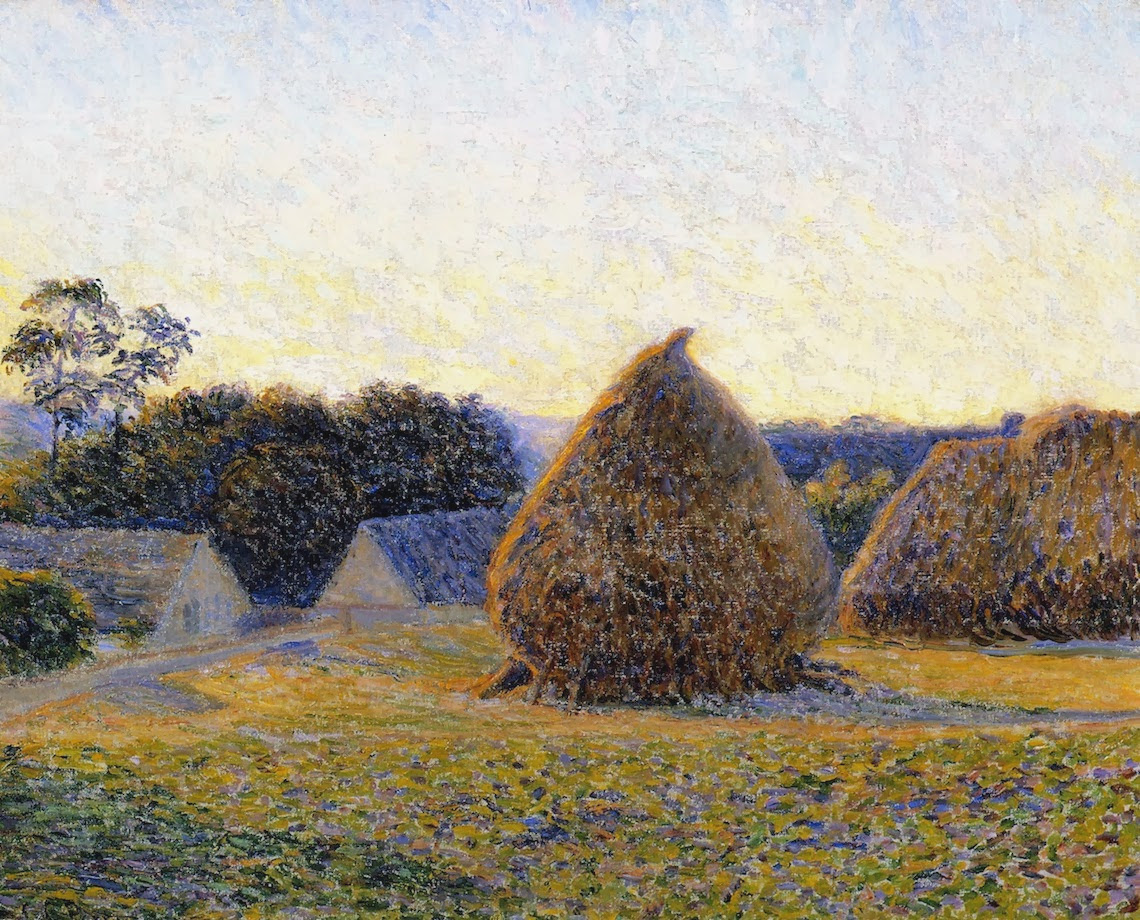
Meules de foin, Giverny, 1896
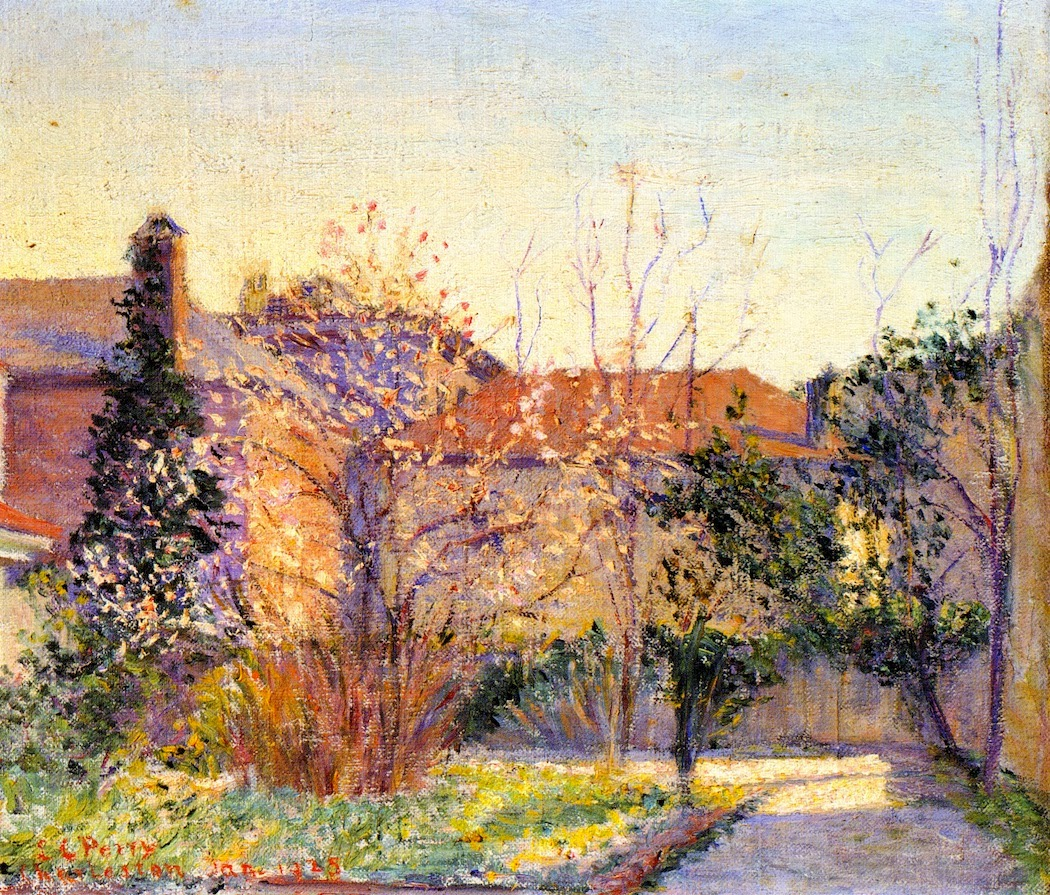
Un pêcher